# IAC (empresa)
InterActiveCorp (nome legal: IAC / InterActiveCorp) é uma empresa de internet americana com mais de 50 marcas em 40 países com sede em Nova York. O presidente e executivo sênior é Barry Diller ,que anteriormente era chefe do Paramount Pictures, Fox Broadcasting e EUA Broadcasting.

## História
IAC foi constituída em 1986 sob o nome de Silver King Broadcasting Company como uma subsidiária da Home Shopping Network. Em 1992, Silver King foi cindida para os acionistas Home Shopping Network como uma empresa separada negociadas público.
A empresa passou por diversas mudanças de nome. Fevereiro de 1998: HSN, Inc. é renomeado EUA Networks, Inc. Maio de 2002: EUA Networks, Inc. é renomeado EUA Interativo Junho de 2003: EUA Interactive é renomeado InterActiveCorp Julho de 2004: InterActiveCorp é renomeado IAC / InterActiveCorp
Em agosto de 2008, IAC desmembrou vários de seus negócios, incluindo: Tree.com ( NASDAQ : TREE ), o Home Shopping Network, Ticketmaster, e Interval Leisure Group ( NASDAQ : IILG ).
Em fevereiro de 2011, IAC adquiriu o local livre para o contato de namoro, OkCupid, por US$ 50 milhões.
Em abril de 2011, IAC estendeu o acordo com o Google a entregar toda a publicidade busca Ask.com e em outros produtos de busca IAC para o gigante das buscas, que valia US $ 3,5 bilhões em 2007, para terminar em 31 de março de 2016.

## Ligações Externas
- InterActiveCorp  Site Oficial